# Miracle à Santa Anna
Pour plus de détails, voir Fiche technique et Distribution.
Miracle à Santa Anna ou Miracle à St-Anna au Québec (Miracle at St. Anna) est un film de guerre italo-américain réalisé par Spike Lee et sorti en 2008.
Adaptation du roman du même titre de James McBride, le film met en scène des soldats de la 92e Division d'infanterie de l'armée de terre américaine, constituée de 15 000 soldats Afro-Américains. Ces derniers, parfois surnommés Buffalo Soldiers, ont servi dans la campagne d'Italie durant la Seconde Guerre mondiale - d'août 1944 à novembre 1945. Le film revient également sur le massacre de Sant'Anna di Stazzema.

## Synopsis

Insigne d'épaule de la 92e Division d'infanterie

En 1983, Hector Negron travaille dans un bureau de poste de New York. Ce vieil Afro-Américain est un vétéran de la Seconde Guerre mondiale. À la veille de sa retraite, il tue froidement un autre homme avec un vieux Luger P08 allemand. Le jeune reporter Tim Boyle et l'inspecteur Tony Ricci se retrouvent sur les lieux du crime puis au domicile de Hector. La fouille de l'appartement permet la découverte d'une tête de statue italienne d'une grande valeur, perdue à Florence durant la dernière guerre mondiale. Ils y trouvent également plusieurs récompenses militaires, dont la Purple Heart.
Hector Negron, interné, raconte alors son histoire. Il explique qu'il a servi comme caporal dans la 92e division d'infanterie de l'US Army, lors de campagne d'Italie en 1944 (notamment sur la Ligne gothique). Cette division n'est composée que d'Afro-Américains, parfois surnommés « Buffalo Soldiers ». De nombreux hommes périssent dans l'affrontement avec la Wehrmacht. Privé de tout soutien, Hector Negron se retrouve bloqué du mauvais côté du Serchio, avec seulement trois hommes : le sergent-chef Aubrey Stamps, le sergent Bishop Cummings et le soldat Sam Train. Ils vont voyager dans les montagnes jusqu'à se réfugier dans un petit village de Toscane. Ils vont notamment assister au massacre de Sant'Anna di Stazzema, perpétré par les Waffen-SS de la 16e Panzergrenadierdivision SS Reichsführer-SS.

## Fiche technique
- Titre original : Miracle at St. Anna
- Titre français : Miracle à Santa-Anna
- Titre québécois : Miracle à St-Anna
- Réalisation : Spike Lee
- Scénario : James McBride, d'après son propre roman
- Photographie : Matthew Libatique
- Montage : Barry Alexander Brown
- Musique : Terence Blanchard
- Direction artistique : Carlo Serafin et Donato Tieppo
- Décors : Christina Onori et Tonino Zera
- Costumes : Carlo Poggioli
- Production : Roberto Cicutto, Spike Lee, Luigi Musini
  - Production déléguée : Jon Kilik, Marco Valerio Pugini
  - Production exécutive : David Pomier, Butch Robinson
- Sociétés de production : 40 Acres & A Mule Filmworks, On My Own, Rai Cinema et Touchstone Pictures
- Sociétés de distribution :  Touchstone Pictures / Walt Disney Studios Distribution,  01 Distribuzione,  LCJ éditions et productions (DVD) et Splendor Films[1].
- Pays de production :  États-Unis et  Italie
- Langues originales : anglais, allemand et italien
- Genre : guerre, drame, action, historique
- Durée : 160 minutes
- Budget : 45 000 000 $[2]
- Dates de sortie[3] :
  - Canada : 7 septembre 2008 (festival de Toronto)
  - États-Unis : 26 septembre 2008
  - France : 7 juin 2011[4] (DVD) ; 29 août 2018[1] (en salle)

## Distribution

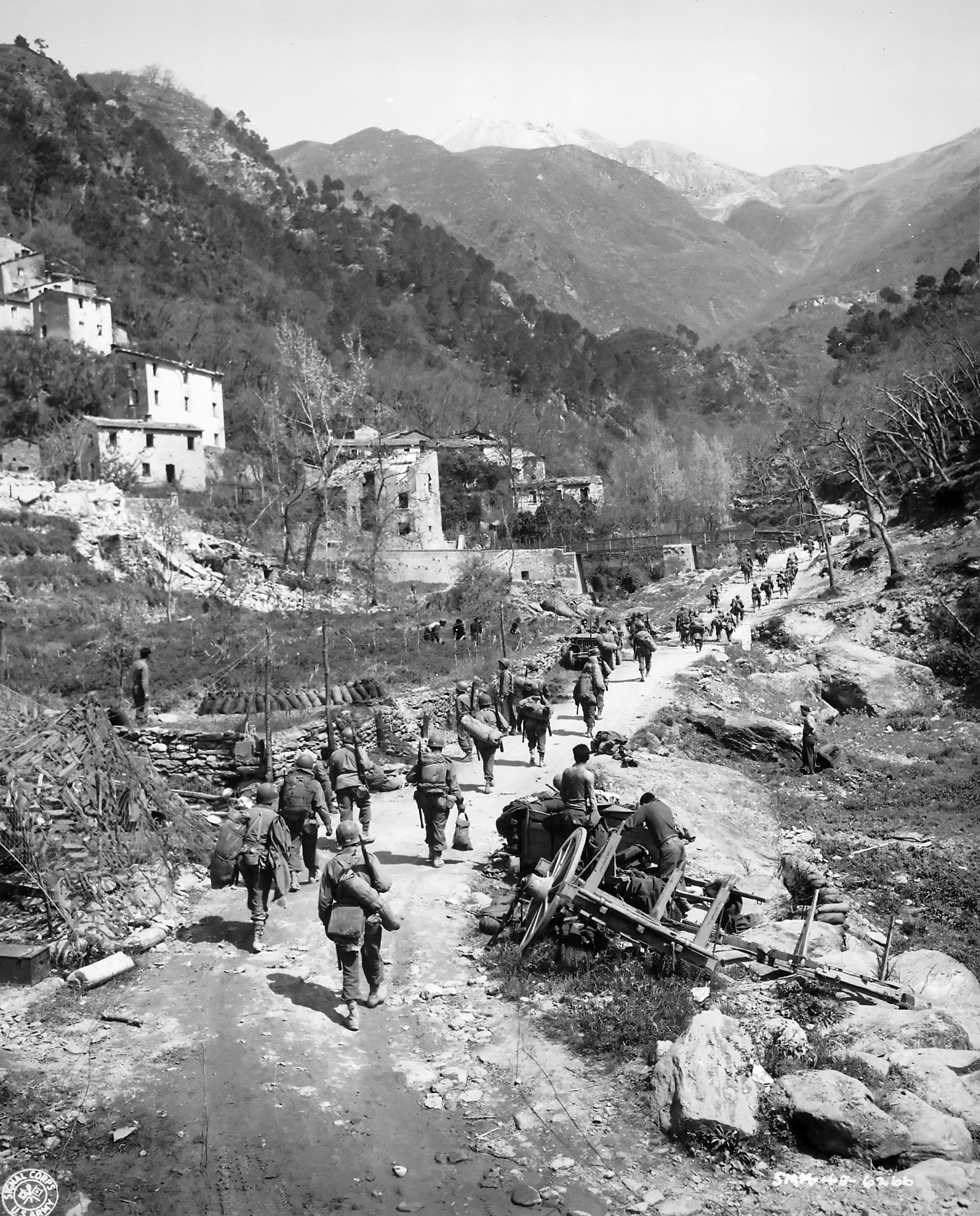
Membres de la poursuivant les soldats allemands en retraite à travers la vallée du Pô, deuxième moitié du mois d'avril 1945.

- Laz Alonso (VF : Frantz Confiac ; VQ : Pierre Auger) : le caporal Hector Negron
- Derek Luke (VF : Jean-Baptiste Anoumon ; VQ : Patrice Dubois) : le sergent Aubrey Stamps
- Omar Benson Miller (VF : Fabien Gravillon ; VQ : Tristan Harvey) : Samuel « Sam » Train
- Michael Ealy (VF : Diouc Koma ; VQ : François Godin) : le sergent Bishop Cummings
- Pierfrancesco Favino (VF : Loïc Houdré) : Peppi « The Great Butterfly » Grotta
- Valentina Cervi (VF : Anna Sigalevitch ; VQ : Élise Bertrand) : Renata
- Matteo Sciabordi : Angelo Torancelli
- John Turturro (VF : Laurent Natrella ; VQ : Manuel Tadros) : l'inspecteur Antonio « Tony » Ricci
- Joseph Gordon-Levitt (VF : Franck Lorrain ; VQ : Hugolin Chevrette-Landesque) : Tim Boyle, le reporter
- John Leguizamo (VQ : Alain Zouvi) : Enrico
- Kerry Washington (VF : Oliva Dalric ; VQ : Michèle Lituac) : Zana Wilder
- Jan Pohl (en) : le caporal Hans Brundt
- Sergio Albelli (VF : Dimitri Rataud) : Rodolfo
- Walton Goggins (VF : Jonathan Cohen, VQ : Gilbert Lachance) : le capitaine Nokes
- Christian Berkel : le capitaine Eichholz
- Waldemar Kobus (en) : le colonel Pflueger
- Robert John Burke (VF : Georges Claisse ; VQ : Éric Gaudry) : le général Ned Almond
- Omari Hardwick (VF : Bruno Henry ; VQ : Frédéric Paquet) : le commandant Huggs
- John Hawkes : Herb Redneck
- Alexandra Maria Lara (VF : Nathalie Spitzer ; VQ : Annick Bergeron) : Axis Sally
- Marcia Jean Kurtz : une cliente de la poste

Source et légende : Version française (VF) sur le site d’AlterEgo (la société de doublage) et selon le carton de doublage ; Version québécoise (VQ) sur Doublage Québec.

## Production

### Développement
Le film est adapté du roman Miracle at St. Anna de James McBride, publié en 2003. L'auteur s'inspire de la propre expérience de son oncle durant la Seconde Guerre mondiale. Il fait des recherches et étudie principalement la 92e Division d'infanterie de l'Armée de terre américaine, constituée de 15 000 soldats Afro-Américains, qui ont servi en Italie durant la Seconde Guerre mondiale - d'août 1944 à novembre 1945.

« J'ai étudié l'italien à la New School à New York. Je suis allé en Italie avec ma famille pendant six mois. J'ai interviewé des dizaines de partisans italiens et des fascistes. J'ai interviewé des dizaines de soldats afro-américains qui se sont battus pendant la guerre, la plupart sont morts depuis. J'ai lu pas moins de 20 livres sur le sujet. Je me suis rendu au Army War College à Carlisle en Pennsylvanie. J'ai étudié tout ce qu'a fait le 92e en Italie pendant la guerre, pour essayer de me faire une véritable idée. »

— James McBride, auteur du Miracle at St. Anna
En 2004, le réalisateur Spike Lee découvre le roman puis lance une adaptation cinématographique. Bien qu'étant également scénariste, Spike Lee pense que James McBride est le mieux placé pour écrire le script d'après son propre roman. Le projet attire alors les producteurs italiens Roberto Cicutto et Luigi Musini, cofondateurs de On My Own Produzioni Cinematografiche. Ces derniers savent que Spike Lee ne vient pas seulement en Italie pour faire un film en tant que réalisateur américain, mais bien pour faire un film qui correspondra à sa culture et à l'Histoire. À la demande des producteurs italiens, Francesco Bruni procède à quelques retouches et à l'adaptation des dialogues italiens
Le budget du film est alors estimé à 45 millions de dollars, dont 8,74 millions de dollars par Cicutto et Musini, via leur société Own My Own,. La notoriété de Spike Lee en Europe permet ensuite de trouver le reste du financement. 30 millions de dollars proviennent du groupe télévisuel italien Rai et du Groupe TF1. Touchstone Pictures, filiale de Walt Disney Company, rajoute ensuite 6,26 millions,.

### Attribution des rôles
Pour plus d'authenticité, Spike Lee souhaite que des acteurs italiens incarnent les soldats italiens. Un casting est alors organisé à Rome. Les acteurs choisis sont ensuite coachés pour parler comme des Italiens de Toscane. Tous les acteurs incarnant des soldats suivent ensuite un stage en camp d'entrainement avec le conseiller Billy Budd, vétéran des Royal Marines et ayant servi durant la Guerre des Malouines.
Wesley Snipes devait tenir le rôle principal Aubrey Stamps, mais il dut y renoncer, à la suite de problèmes judiciaires, au profit de Derek Luke. Terrence Howard a quant à lui été contacté pour le rôle du sergent Bishop Cummings, finalement tenu par Michael Ealy.

### Tournage

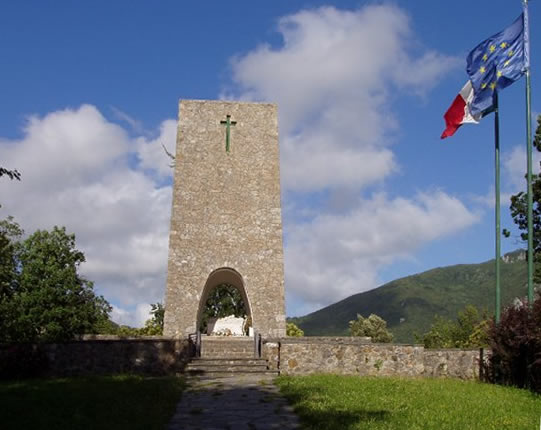
Monument ossuaire de Sant'Anna di Stazzema

Le tournage débute en octobre 2007 et se termine en décembre 2007. Il se déroule entre l'Italie, New York, la Louisiane et les Bahamas.
Pour son premier tournage en Europe, Spike Lee souhaite tourner sur de véritables lieux historiques. Le tournage débute ainsi en Toscane, où le gouvernement régional autorise le tournage sur les lieux historiques. Le producteur Luigi Musini raconte que le tournage a notamment eu lieu sur la ligne gothique, ligne de défense importante à la fin de la Seconde Guerre mondiale : « le lieu est très représentatif de ce qu'a été la guerre en Italie, de ce qu'a été notre résistance. De vrais épisodes dramatiques ont eu lieu ici, ». Les dix premiers jours du tournage ont lieu aux abords du Serchio, pour la scène d'ouverture du film. La scène du massacre de Sant'Anna di Stazzema est tournée sur les véritables lieux du drame. L'équipe se rend ensuite à Rome pendant un mois, à New York pendant 4 jours, à White Castle en Louisiane durant 2 jours puis aux Bahamas pendant 2 jours.

## Accueil et sortie

### TF1 et problèmes de distribution
En juillet 2011, la branche distribution de TF1, TF1 Droits audiovisuels, est condamnée à verser 32 millions d'euros à la société productrice du film On My Own et à Spike Lee. TF1 n'a pas respecté le contrat stipulant que la chaîne devait distribuer le film à l'international. Ainsi le film n'a quasiment pas été vu en dehors des États-Unis. TF1 reprochait au film de ne pas correspondre au contrat d'origine. Une pétition est alors créée pour que le film soit diffusé. Il faudra attendre la fin août 2018 pour que le film sorte finalement en salles sur le territoire français après avoir été distribué en vidéo six ans auparavant et afin de profiter du succès cannois de Spike Lee avec BlacKkKlansman. Distribué dans une seule salle, Miracle à Santa-Anna totalise 432 entrées.

### Critique
Le film recueille des critiques plutôt négatives avec notamment une moyenne de 34 % d'opinions favorables sur l'agrégateur Rotten Tomatoes pour 118 critiques. Sur Metacritic, le film reçoit une moyenne de 37 sur 100.

### Controverse
Le film engendre une polémique en Italie lorsque l'Associazione Nazionale Partigiani d'Italia dénonce des erreurs historiques dans le film, notamment à propos des causes du massacre de Sant'Anna di Stazzema. Dans le film "les partisans" italiens sont présentés comme ayant collaboré au massacre avec les Nazis, ce qui serait faux selon les résistants italiens.

## Nominations
- Black Reel Awards 2008 : meilleur acteur pour Derek Luke, meilleure révélation pour Omar Benson Miller, meilleur réalisateur pour Spike Lee, meilleur casting, meilleur film, meilleur scénario pour James McBride[25]
- NAACP Image Awards 2009 : meilleur acteur pour Derek Luke, meilleur réalisateur pour Spike Lee, meilleur film